# Saddiq Bey

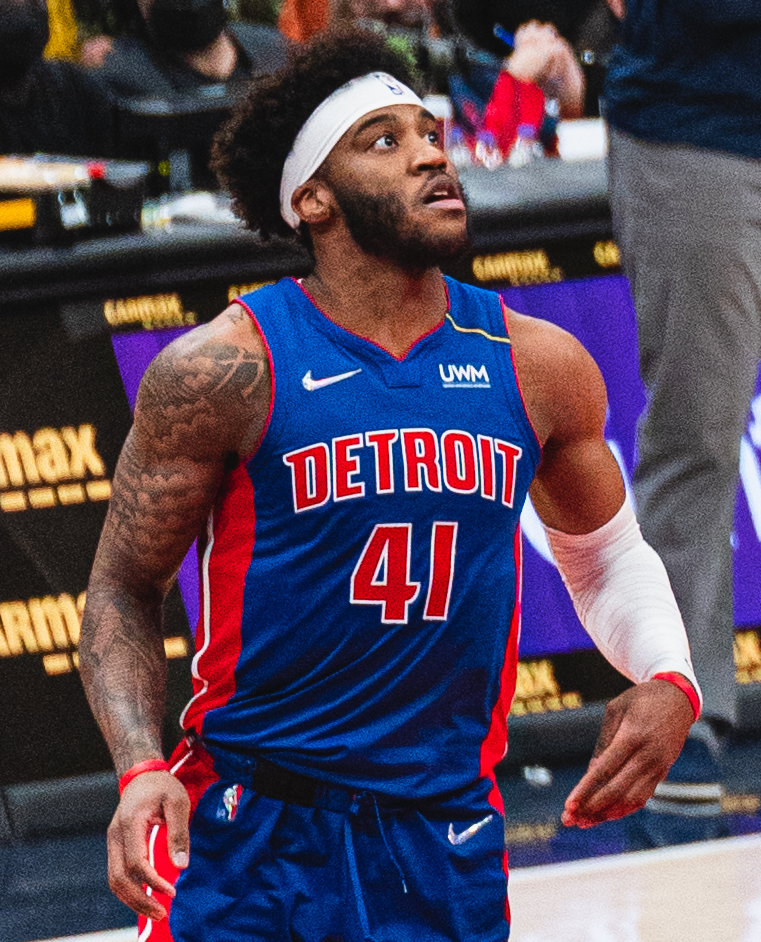
Saddiq Bey, 2022.

Saddiq Bey, född 9 april 1999 i Charlotte i North Carolina, är en amerikansk professionell basketspelare (SF/PF) som spelar för New Orleans Pelicans i National Basketball Association (NBA). Han har tidigare spelat för Detroit Pistons, Atlanta Hawks och Washington Wizards.
Bey draftades av Brooklyn Nets i första rundan i 2020 års draft som 19:e spelare totalt.
Innan han blev proffs studerade Bey vid Villanova University och spelade för universitetets idrottsförening Villanova Wildcats.